# Rafael Anglada i Rubí
Rafael Anglada i Rubí (Santa Coloma de Farners, Selva, 11 de febrer de 1921 - Barcelona, 23 de juny de 1993) fou un actor i autor de teatre català.

## Biografia
Començà fent programes per a la ràdio, i el 1953 començà a fer d'actor de teatre, gairebé sempre en obres en català. S'especialitzà en la interpretació de personatges còmics. També va escriure obres de teatre, algunes d'elles representades al Centre Catòlic de Sants. Ha participat en nombrosos films i en sèries de televisió com La saga de los Rius (1976), Tot un senyor (1989) i Els Savis de Vilatrista (1991)
Fou declarat fill predilecte de Santa Coloma de Farners i en honor seu cada any se celebra un concurs de teatre amateur. El 1992 va rebre el Premi Nacional d'Arts Escèniques, i el 1993 la Creu de Sant Jordi. També li fou concedida a títol pòstum la medalla d'or al mèrit en Belles Arts.

## Autor dramàtic
- 1943. Sucedió a las once. Disparate detectivesco en 1 acto. En col·laboració de C. Morera. Estrenat a l'Ateneu Catòlic de Sant Gervasi (Barcelona), el 25 d'abril de 1943.
- 1955, novembre. L'ase volador, en col·laboració de Josep C. Tapias. Estrenada al Teatre Romea, a la inauguració de la temporada de teatre infantil.
- 1955. L'Estrella de Nadal: els Pastorets, en col·laboració de Josep C. Tapias. Espectacle en 3 actes, dividits en onze quadres. Estrenada al teatre Alexis de Barcelona, el 21 de desembre de 1955. Director: Joan Cumellas.
- 1956. Ocells de pis. Humorada en 3 actes.
- 1959. L'amor venia en taxi. Peça còmica en 3 actes. (1959). Estrenada al teatre Romea de Barcelona, el dia 7 de gener de 1959.
- 1963. Perruqueria de senyores.Estrenada al Teatre Romea de Barcelona el 13 de desembre de 1963.

## Actor

### Teatre
- 1956. L'auca del senyor Esteve de Santiago Rusiñol. Teatre Romea.
- 1957, 27 de febrer. Passaport per a l'eternitat de Josep C. Tapias i Santiago Vendrell, estrenada al teatre Romea de Barcelona, en el paper de Pere.
- 1963, novembre. Quan no sigui amb tu original de Ventura Porta i Rosés. Estrenada al Teatre Romea, de Barcelona.
- 1965, juliol. Història d'un mirall, original de Cecília A. Màntua. Estrenada al teatre Romea de Barcelona. Per la Companyia de Màrius Cabré.
- 1968, octubre. Pedro de Urdemalas de Miguel de Cervantes. Estrenada al teatre Calderón de Barcelona.
- 1979, juny. Les tres germanes d'Anton Txékhov, amb Maife Gil (Maixa), Imma Colomer (Olga), Muntsa Alcañiz (Irina), Anna Lizaran, Lluís Homar, Rafael Anglada. Direcció de Lluís Pasqual i Fabià Puigserver. Estrenada al Teatre Lliure

### Cinema
- 1960. Gaudí. Director: Josep Maria Argemí (paper: "Camps"[1])
- 1967. El terrible de Chicago. Director: Joan Bosch (paper: "O'Hara"[1])
- 1976. Les llargues vacances del 36. Director: Jaime Camino (paper: "Pregonero"[1])
- 1976. La ciutat cremada. Director: Antoni Ribas (paper: "Sr. Esteve"[1])
- 1978. Alícia a l'Espanya de les meravelles. Director: Jordi Feliu
- 1979. Companys, procés a Catalunya. Director: Josep Maria Forn i Costa (paper: "Martí"[1])
- 1980. La veritat sobre el cas Savolta.[1] Director: Antonio Drove